# Патара Ґорі
Патара Ґорі (груз. პატარა გორი) — село в Грузії.
За даними перепису населення 2014 року в селі проживає 436 осіб.